# Nora Amin
Nora Amin (arabisch نورا أمين; geboren 4. Juli 1970 in Kairo) ist eine ägyptische Tänzerin, Choreografin und Schriftstellerin. Sie beschäftigte sich mit Gewalt gegen Frauen und verbindet Literatur, Theater, Tanz und Feminismus, um mit den Mitteln der Kunst Widerstand zu leisten und Veränderung herbeizuführen. In ihrem biografischen und politischen Essay Weiblichkeit im Aufbruch (2018) zog sie eine Bilanz der Revolution in Ägypten 2011 aus der Sicht von Frauen. 2015 war sie Fellow der Akademie der Künste der Welt und lebt seitdem in Berlin.

## Leben
Nora Amin wuchs in einem westlich orientierten Elternhaus auf. Ihre Mutter war Universitätsprofessorin, der Vater Unternehmer. Sie besuchte die französische Schule in Kairo und bekam Tanzunterricht. Nach dem Studium der französischen und Vergleichenden Literaturwissenschaft, das sie 1993 mit einem Master abschloss, arbeitete sie neun Jahre als Assistentin an der Akademie der Künste in Kairo. Sie übersetzte englische und französische Literatur über Theater und Tanz sowie zwei Theaterstücke von Marguerite Duras (L’Amante anglaise, La musica deuxième) in die Arabische Sprache. 1993 begann sie auch ihre professionelle Bühnenkarriere als Tänzerin und Gründungsmitglied der Modern Dance Company des Opernhauses in Kairo.

## Werk
Im Jahr 2000 gründete sie die unabhängige Theatergruppe „LaMusica“, mit der sie ihren choreografischen Stil, der Theater, Tanz und Pantomime verbindet, entwickelte. Ein von ihr initiiertes internationales Theaterfestival fand unter ihrer Leitung mit dem Titel Jadayel (Verflechtungen) 2002 zum ersten Mal in Kairo statt. Für Nora Amin sind Literatur und Theater nur zwei unterschiedliche Sprachen. Die Sprache des Körpers am Theater kreiere „ihr eigenes Alphabet“. So hat sie vier Gedichte, die sie während eines USA-Aufenthalts 2003 bis 2004 geschrieben hat, zu der Multi-Media-Solo-Performance Arab verarbeitet, die Stereotypen über ‚die‘ arabische Frau thematisierte. 2005 gastierte sie damit auf mehreren deutschen Bühnen, darunter die Berliner Schaubühne und das Nationaltheater Weimar. Bevor sie 2015 nach Berlin zog, leitete und produzierte sie 37 Theater-, Tanz- und Musikproduktionen. Ihre feministisch orientierten Inszenierungen befassen sich mit dem Rollenverständnis ägyptischer Frauen und ihrem von Einschränkungen der persönlichen Freiheit geprägten Alltag.
Seit 1995 verfasste sie auf Arabisch drei Romane, Sammlungen von Kurzgeschichten und Gedichte, die bisher nur in kleineren Auszügen ins Englische, Italienische und Deutsche übersetzt wurden. Ihr emotionaler Ansatz unterscheide sich von „den einfach und klar strukturierten, meist politisch oder religiös belehrenden Werken früherer Schriftsteller-Generationen“ in Ägypten, heißt es im Text zur Samuel-Fischer-Gastprofessur für Literatur, die Nora Amin im Wintersemester 2004/2005 an der FU Berlin innehatte.
In ihrem 2018 auf Deutsch erschienenem Essay Weiblichkeit im Aufbruch untersuchte sie ausgehend von eigenen Erfahrungen die Rolle des weiblichen Körpers im öffentlichen Raum am Beispiel der gewaltsamen Geschehnisse auf dem Tahrir-Platz 2011. Sie beschreibt laut Eva Bucher (Die Zeit) die Geschichte des Arabischen Frühlings als Körpergeschichte. Der Tahrir-Platz sei die Bühne gewesen, auf der die bisher aus der Öffentlichkeit verbannten Frauen ihre Freiheit verlangten und sie zugleich ausübten: „Sie legen den Schleier ab und tanzen und fordern den Sturz von Husni Mubarak […] Die Regeln des Patriarchats scheinen für kurze Zeit ausgesetzt“ […] „Der Tanz der Frauen wird mit Massenvergewaltigungen beantwortet. Sexuelle Gewalt ist politisches Werkzeug, es geht um die Abwertung des selbstbestimmten weiblichen Körpers.“ Amin, die 2011 das ägyptische Projekt für ein Theater der Unterdrückten gegründet hat und mit ihm durch das Land gereist ist, zog Zuschauerinnen in die Aufführungen hinein, um in Improvisationen neue Wege der Konfliktlösung zu suchen. Sie schildert in ihrem Essay laut Bucher, „wie schwierig es selbst auf ihrer Theaterbühne für Frauen war, eine unterwürfige Weiblichkeit abzustreifen: Die meisten seien davor zurückgeschreckt, sich dem Unterdrücker auch nur im Spiel zu stellen“.
2015, 2016 und 2017 war Nora Amin Fellow des Internationalen Forschungszentrums für „Interweaving Performance Cultures“ (Verflechtungen von Theaterkulturen) an der FU zum Thema Theater und politische Transformation. Im Sommersemester 2018 übernahm sie die Valeska-Gert-Gastprofessur an der Freien Universität Berlin und lehrte Tanz als Medium des politischen Widerstands und der Transformation. Die daraus entstandenen Choreographien führten die 18 Studierenden der Tanzwissenschaft, darunter ein Mann, unter dem Titel „Performing Trauma“ in einer Abschlusspräsentation in der Akademie der Künste auf. Darstellungen von Gewalterlebnissen und den körperlichen Reaktionen könnten leicht „ins Klischeehafte abdriften“, schrieb Frank Schmid (Kulturradio) in seiner Besprechung der Aufführung. „Nora Amin vermeidet jedoch überdeutliche expressive Darstellungen und sie, die oft mit Laien arbeitet, begegnet dem Mangel an Bewegungsqualitäten ihrer Performerinnen mit Beschränkung auf karge Mimik und wenige, schlichte Bewegungsformen […] Im gemeinsamen Erfahren und Ausdrücken von Gewalt und Trauma zeigt sich ein Hoffnungsschimmer auf Überwindung des Erlebten und auf Heilung.“

## Publikationen (in deutscher Übersetzung)
- Weiblichkeit im Aufbruch. Aus dem Englischen von Max Henninger. Matthes & Seitz, Berlin 2018, ISBN 978-3-95757-571-5

## Dokumentarfilm
- An Enemy Of The People: The Journey To Survival (Inmitten der blutigen Auseinandersetzungen um ein neues Ägypten spielte Nora Amin mit ihrer Theatergruppe LaMusica 2013 ihre Version von Ibsens Ein Volksfeind.) Filmdokumentation von Ibrahim Ghareib (2014, 55 Min.)